# 切斯特 (緬因州)
切斯特（英語：Chester）是一個位於美國緬因州佩諾布斯科特縣的鎮。

## 人口
根據2020年美國人口普查的數據，切斯特的面積為118.70平方千米，當中陸地面積為118.70平方千米，而水域面積為0.00平方千米。當地共有人口549人，而人口密度為每平方千米5人。